# Акацуки
Акатски (на японски: 暁, буквално преведено „червена луна“, „зазоряване“) е измислена организация от нинджи-престъпници в японското аниме и манга Наруто, създадени от Масаши Кишимото. Всички членове са престъпници, предали родното си село и обединили се с върховната цел за световно господство. Първоначално Акацки са представени в средата на I част, но въпреки това те не започват да действат като главен антагонист до началото на II част.

## Обща информация
Организацията Акатсуки (от японски: „зазоряване“, „червена луна“) е създадена от Яхико с цел да се освободят от робството на Ханзо Дъжджовникът, но след неговата смърт е предвождана от неговия най-добър приятел Нагато чрез 6 пътя на Пейн. Нагато става лидер, но получава заповеди от Тоби който се представя за Мадара Учиха. Тяхната цел е да съберат всички Опашати Демони и да използват тяхната сила за свои цели за контрол над света за Нагато и Мадара. Дотогава са успели да хванат всички Демони, освен Хачиби в Килър Бий и Деветоопашатата лисица в Наруто. Живите останали членове от Акатски са: Тоби, Зецу (Конан не се брои, тъй като тя напуска организацията веднага след смъртта на Лидера Нагато), но след това Тоби я убива. Всеки един от членовете притежава нечовешки способности и свой невероятен талант. Към Акатски се пръсъединява Така, водени от Саске Учиха с цел унищожение на Коноха, на Така е възложена да заловят Хачиби в Килър Бий, но той ги измамва и е още жив. По-късно към Акатски се присъединява Кабуто Якуши-дясната ръка на Орочимару, Кабуто е наследил силата на Орочимару и може да съживява мъртвите. Той възражда Акатски-Итачи, Сасори, Дейдара, Какузу и Нагато и още много мъртви нинджи за да се бият в Четвъртата Шиноби Война.

## Цел
Целта на лидера на Акатски – Пейн (Нагато) Нагато е да събере всички опашати зверове за да създаде оръжие за масово унищожение. Така той ще накара хората да познаят какво е болка, и ще има периоди на кратък мир.
Учиха Мадара (Тоби) поема контрола над Акацки, и разкрива плановете си след смъртта на Пейн(Нагато), а те са – да събере всички опашати зверове за да съживи Джйюби (10-опашатия звяр който преди векове е бил разделен на 9 по-малки) и с неговата сила да постави света под вечно генджуцу (огромно Тсукуйоми от луната) за да пороби и контролира всяко живо същество.

## Членове

### Яхико
- Яхико е сирак още от дете. Заедно с приятелите си (Конан и Нагато) се запознава с Тримата легендарни Саннини от Коноха (Джирая, Тсунаде и Орочимару). Те ги молят да ги научат на различни видове нинджутсута за да могат сами да се защитават. Само Джирая се съгласява да им помогне. След завършването на обучението им Джирая ги напуска. По-късно към тримата сираци се присъединяват още нинджи. Сформира се група на която Яхико става водач. Но лидерът на Амегакуре – Ханзо, се опасява, че тази група ще завземе контрола в селото. Затова похищава Конан и се съгласява да я пусне само ако Нагато убие Яхико. Нагато не иска, но Яхико сам се пробожда на куная на Нагато за да спаси приятелката си. По късно, когато Нагато овладява способностите на своя Риннеган присъединява Яхико към колекцията си от шест тела, в които той е прехвърлил части от душата си, наречени „Шестте Пътя на Болката“. Яхико от малък се специализира в овладяването на Водния елемент. Гогато Нагато използва тялото има способността да призовава дъжд над определен район и чрез него да усеща чакрата на всички в обсега му.

### Кисаме Хошигаки
- Партньор: Итачи Учиха

Кисаме Хошигаки е липсващ нинджа от Селото скрито в Мъглата. Той напуска селото си, за да се присъедини към криминалната организация Акатсуки. Като шиноби от мъглата, владее водни техники. Кисаме използва също и зъбатия меч Самехада, като е известно, че само той може да го контролира. Мечът не е обикновен, защото се използва единствено от господаря си и съдира вражеските ръце при опасност. Знае се, че Самехада поглъща определено количество чакра при контакт с опоненти. Веднъж при битката му срещу Гай сенсей и групата му Гай успява да вземе меча му, ала не успява да го овладее. Кисаме е члена на Акатски с най-много чакра. Любопитен факт за него е и че е най-високият в Акатски (1.95 м)

### Конан
- Партньор: Пейн (Нагато)

Конан е единствената жена-нинджа в Акатсуки. Тя е също и единственият член, който нарича своя партньор и лидер на Акатски – Пейн, с истинското му име. Когато са били малки, Конан, Нагато и Яхико остават без родители в една от многото войни в Амегакуре, принуждавайки ги да се грижат сами за себе си. Тримата случайно се срещат с Джирая, който става техен учител за около три години и ги научава на нинджутсу, за да могат да преследват собствените си цели и да могат да защитават живота си. Няколко години след това, Ханзо, лидерът на Амегакуре, я взима за заложница, занася я в базата си и заповядва на двамата ѝ приятели да дойдат при него незабавно. Когато те пистигат, той им разкрива, че е пленил Конан и иска от Нагато да убие Яхико, тъй като го смята за заплаха поради силата му. Нагато е шокиран. Вдига нож срещу Яхико, но сърце не му дава да убие приятеля си и треперейки сваля оръжието. Конан казва на Нагато и Яхико да избягат от базата и да я оставят, но Яхико взима ножа от ръката на Нагато и се самоубива с него. Нагато се разярява и убива Ханзо и всички негови поддръжници и роднини. Взима трупът на Яхико и от него прави Пътя на Девата.
Конан има натурален талант за оригами (японско изкуство за правене на фигури от хартия) като цветето, което държи в косата си, е добър пример за това. Този талант се показва и в нейните техники – тя може да раздели тялото си на несметен брой хартиени листове. Тези листове могат да бъдат контролирани един по един и да придобиват различни форми в зависимост от целта – като пеперуди за разузнаване или огромно оръжие за атака. Конан е способна да формира и хартиени криле, които ѝ носят прякора „Ангелът на Бог“. Жителите на Амегакуре ѝ дават този прякор, защото тя носи волята на Пейн и им известява всичките му заповеди. Уменията ѝ биват възпирани, ако се намокри, защото, когато хартията се напои с вода тя се слепва и губи лекотата си.
20 години след като завършила тренировката си с Джирая, Конан отново се срещнала със своя сенсей, по време на опита му да проникне тайно в Амегакуре. Пейн ѝ заповядал да проучи дали всичко в селото е наред, понеже усетил нарушение в хармонията на дъжда (който в Амегакуре се смята за живо същество). Тя използвала техниката си „Танцът на Шикигами“ и се разделила на многобройни хартиени листове, след което ги накарала да придобият формата на пеперуди и ги разпръснала из селото. Джирая се опитал да влезе в главната база, предрешен като един от нинджите в Амегакуре, но Конан го видяла да говори с един от пратениците си и разпознала гласа му. Тя се върнала в Кулата и предопредила Пейн. Той ѝ заповядал да го заведе при Джирая, като избърза преди него и го разсее докато той пристигне. Тя оформила един от листовете си като стрелка и Пейн тръгнал след него, а Конан бързо активирала техниката си отново и пристигнала на местоположението. Тя облепила Джирая в хартиени листове веднага, щом го видяла и направила копие от хартия, за да го убие с него, но Джирая се освободил и използвал огнена атака срещу нея. Тя обаче направила щит от хартията си и не била засегната. Веднага след това изпратила хиляди хартиени стрели срещу сенсея си. Той отново се опитал да ги отблъсне с огнена атака, но вятърът, който те създавали с движението си бил в противоположната посока, и бързо путошил огъня, вместо да го усили (както по принцип би трябвало да стане). Джирая избегнал забиващите се в земята стрели на косъм и приложил новата си стратегия върху Конан. Изпръскал я с масло и хартията се слепила. Тогава, Джирая, виждайки че Конан не може вече да използва техниката си, я хванал с въже от бодливата си коса. Пейн обаче не закъснял. Призовал огромна вълна от пяна и бързо отмил маслото. Тогава на Конан ѝ било заповядано да се отдръпне.
След като Пейн убил Джирая, тя се прегрупирала с него и се върнали в базата.
По време на инвазията на Пейн над Коноха, Конан победила всички нинджа-патрули, които Цунаде изпратила срещу тях. Тя била доста изненадана когато разбрала, че експлозията, която Пейн призовал, нямала никакъв ефект срещу жителите на селото. После станало ясно, че взривът е бил неефективен заради защитната техника на Цунаде, Катсуя и останалите Охлюви, която те приложили върху всички жители, включително върху наранените и дори и върху някои мъртви (понеже Цунаде искала да съживи някои от мъртвите и да излекува всички наранени при освобождаването на чакрата си за защитната техника, като отключи Ин печатът си в същото време и изпрати неговата регенерираща енергия в телата им. По-този начин тя успяла да възстанови загубената кръв и плът, да премахне нараняванията и да накара спрелите органи да започнат да работят отново). Когато Наруто пристигнал, победил всички 6 Пътища и оттърсил Нагато от грешните му вярвания и идеали. Нагато използвал джутсу, което съживило всички останали мъртви нинджи в Коноха. Това джутсу обаче, му коствало живота и той умрял, желаейки мечтата на Наруто да има световен мир да се сбъдне. Конан увила телата на Нагато и на Пътя на Девата (мъртвият им приятел Яхико) в хартията си, и, бидейки новият лидер на Амегакуре, обещала на Наруто, че окончателно ще прекрати съюзът си с Акатски, и че тя и селото ѝ ще помогнат на Коноха във всичките ѝ начинанията. Подарила му букет от хартиени цветя като знак за началото на приятелството им тръгнала към селото, за да погребе Нагато и Яхико. По-късно е показано, че Наруто е оставил този букет, заедно с копие на книгата „Историята за смелия Нинджа“ на гроба на Джирая.
Няколко месеца след това, Мадара идва в Амегакуре, за да вземе очите на Нагато и да си ги трансплантира, така че да поеме контрол над силата им. Конан се изправя срещу него и му казва, че ще се сдобие с Риннеганът „само през трупа ѝ“. Активира „Танцът на Шикигами“ и кара хартията си да го заобиколи. Мадара се опитва да я изпрати в друго измерение със специалната си техника за контрол над времето и пространството. Тя обаче разкрива, че е скрила хартиени експлозиви сред листовете си. Кара ги да се взривят, като така смята, че ще успее да убие Мадара, въпреки че експлозията най-вероятно ще има същия ефект и върху нея.
Взривът откъсва ръката и изгаря част от лицето на Мадара, но не го убива, тъй като той успява да телепортира част от експлозията надалеч. Виждайки, че това не е достатъчно, Конан превръща езерото над което се бият в океан от хартия и го разцепва на две, при което хартиените листове на мястото, на което Мадара стои се отдръпват настрани, карайки го да падне в „бездната“, която се отваря под краката му. Докато Мадара пада надолу, Конан му обяснява, че той може да използва специалната защитна техника на Шарингана (т.е. да става недосегаем като активира Шарингана си и накара всичко, което го докосне буквално да „минава“ през тялото му) само в продължение на пет минути, тъй като тя изисква много чакра. Знаейки това, тя облепила вътрешната страна на бездната с шестстотин хиляди милиарда хартиени експлозиви, продължителността на чиято експлозия е 10 минути – достатъчно, за да убие Мадара, дори и ако използва защитната си техника.
След като гигантският взрив приключва, Конан пада на земята изтощена от огромната загуба на чакра. Изведнъж Мадара се появява зад нея и я промушва с меча си. Тя недоумява как така той е оцелял след експлозията. Той ѝ обяснява, че е използвал Изанаги – техника, комбинираща илюзия и реалност, която ти позволява да реализираш всичко, което си представиш или си пожелаеш, независимо от ситуацията, в която си. Тя обаче хваща меча и го изважда от себе си, след което изтичва напред и прави нещо, което дори Мадара смята за невъзможно – разкъсва облаците над Амегакуре, карайки мост от три преплетени една в друга дъги да се появи в небето. Тази техника видимо плаши Мадара, карайки го веднага изтича и да хване Конан за гърлото, за да я прекрати. След това той поставя Конан под хипноза, за да я накара да му каже къде е скрила тялото на Нагато.
Показано е, че е оставил тялото ѝ в езерото, над което са се били. Не се знае дали е оцеляла или не.

#### Външен вид и характер
Конан изглежда доста по-млада от повечето 32-годишни жени. Има кехлибарени очи и къса до раменете права тъмносиня коса, като част от нея е събрала отзад и е вързала на малък кок, до който е закрепила бяла хартиена роза.
Облечена е в традиционната Акатски униформа, но на някои от скиците при създаването ѝ, Масаши Кишимото разкрива, че под униформата, е облечена в трико без ръкави, което се разкопчава чрез цип малко над пъпа ѝ и продължава да се спуска надолу до под коленете ѝ(като си остава разкопчано). Отвън е оцветено в много тъмен нюанс на мастиленосиньото, а отвътре – в бяло. От външната страна на трикото има тънки бели бродирани очертания на лилиуми разположени в горната му част (там където ципът е закопчан), а отдолу Конан носи прилепнали черни шорти и лачени тъмносиви ботуши. Има малка обица на брадичката си, както и една по-голяма на пъпа си.
Тя никога не е говорила по време на срещите на Акатски, и въпреки че като дете е била голям оптимист и е имала много позитивно-настроен характер, многото загуби, болка и страдание са я накарали да стане изключително сериозен и тих човек. Грижи се постоянно за Пейн и гледа да му угоди по всевъзможни начини, така че да го накара да се чувства по-добре, понеже тя самата твърди, че той значи всичко за нея.

### Пейн (Нагато)
- Партньор: Конан

Пейн е лидерът на Акатски. Той също е и основателя на „Акатски“. Интересното е, че той се появява мистериозно като заема мястото на Мадара Учиха. Той съществува в шест различни тела, които споделят един ум, известни като Шестте пътя на болката. Единствената физическа връзка между телата е оранжевата коса и броя на различните пиърсинги, както и Ринненганът. Истинското му име е Нагато. Самият той седи в машина за чакра транспортиране, като така контролира всички 6 тела, без да му се налага да присъства на конкретното местоположение. Джирая веднъж споменава, че всички тези тела са принадлежали на мъртви нинджи, които той е срещнал в миналото си, и че впоследствие са били съживени от Риннеганът на Нагато.
Риннеганът, първо владян от откривателя на нинджа светът и охарактеризиран с номера на концентрираните кръгове около зеницата, позволява на притежателя му да изпълнява всякакви джутсута и да манипулира всичките шест различни природни чакра манипулации. Също така той позволява на шестте тела да обменят визуална информация помежду си, давайки му способността да координира зоната и да защити всички шест тела, ако са на едно място.
Първият притежател на Риннегана, който Джирая среща, е Нагато. Той, както Яхико и Конан, е осиротял в една от много войни в Амегакуре, принуждавайки го да се грижи сам за себе си. Тримата, с Яхико и Конан, случайно се срещат с Джирая, който става техен учител за около три години и ги научава на нинджутсу, за да могат да преселедват собствените си цели и да могат да защитават живота си. Известно време след това, Ханзо – лидерът на Амегакуре, започва да гледа на тримата сираци, и особено на Яхико, като на заплаха заради силата им. Взима Конан за заложница и иска от Нагато да убие Яхико. И двамата са повече от шокирани. Нагато вдига нож срещу Яхико, но му дожалява за приятеля му и сваля оръжието. Яхико обаче, нямайки никакво намерение да остави Ханзо да убие Конан (в която е влюбен), взима ножа от ръката на Нагато и се самоубива с него. Разярения Нагато отприщва пълната сила на Ринненганът и унищожава Ханзо, както и всички негови симпатизанти, приятели и роднини. Взима мъртвото тяло на Яхико и от него прави първият Път – Пътя на Девата. След време намира и взима и останалите 5 тела, от които прави другите 5 Пътища – Пътят Нарака, Пътят Азура, Пътят на Човека, Пътят на Животното и Пътят Прета. Извисява се като Бог в очите на хората на Амегакуре, и убива всички, които не искат да му се подчинят. Сега Пейн използва селото като база за операции на Акатски, където си партнира с Конан.
След време той напада Коноха, в опит да залови Наруто. След като той и Конан убиват всички нинджа-патрули, които Цунаде изпраща срещу тях, стигат в центъра на селото и там той призовава гигантска експлозия, но макар че разрушава самото село, повечето от жителите му (освен някои от тези, които той и Конан са убили по-рано) остават непокътнати, наранените са излекувани и дори някои мъртви са съживени. Това става, защото Цунаде кара Катсуя и още няколко от Охлювите, които тя призовава да се увият около жителите на селото. В секундите, между които експлозията е започнала и свършила Цунаде изпратила чакрата си в телата на Охлювите, защитила жителите, излекувала наранените и, като освободила печата Ин (малкият лилав ромб на челото си), е съживила някои мъртви (понеже не е имала достатъчно чакра, за да съживи всички) като е регенерирала клетките им. Пейн изпраща Пътят Азура срещу Цунаде, но Наруто пристига и настоява да се бие сам срещу Пейн. Цунаде се съгласява и изтощена пада на земята. Наруто убива всички 6 Пътища, оттърсва Нагато от грешните му вярвания и накрая той се съгласява да използва джутсу, което да съживи всички останали мъртви нинджи в Коноха. Това джусту обаче, му коства живота, и Нагато умира, желаейки мечтата на Наруто да има световен мир да се сбъдне.

### Тоби
- Партньор: Дейдара

Тоби се присъединява към Акатски след смъртта на Сасори, взимайки пръстена, позицията и партньора му (Дейдара). След битката на Сасори срещу баба му и Сакура Харуно се появява Деидара, който взема пръстена, позицията и партньора му и ги дава на Тоби. Личността на Тоби се различава от типичната сред останалите членове в Акатски; докато повечето са посветени и сериозни, Тоби е по-безгрижен и по-шантав. Тази индивидуалност на Тоби често дразни Дейдара, който често го атакува по смешни начини. След като Тоби случайно се среща със Саске Учиха, е показано да дава заповеди на Пейн – явния дотогава лидер на Акатски. По време на техния разговор, той засяга Мадара Учиха. Мадара създава Акатски, за да се скрие от света, използвайки действията им, за да прикрие собствените си планове. Като Мадара, индивидуалността и речта на Тоби става коренно различна, с по-голяма привидна дикция и повече типична „подла“ арогантност.
Също така върху униформата му има малки стрели или топлийки, сега смътно виждащи се от пелерината на Акатски. Освен това Тоби не носи видима лента за глава, въпреки че се знае, че той е един от създателите на Конохагакуре. Неговите умения са забулени в мистерия, като единствената отличителна черта на биене е способността му да позволява атаките да минават през него и да издържа нормално фатални взривове. Това е следствие от техниката му да контролира времето и пространството. Според Какаши Хатаке тя (техниката му) е на по-високо равнище от тази на Четвъртия хокаге Йондайме.
Има много въпроси около личността на човека зад маската. Но от 599 епизод от мангата се разбира, че зад маската стои Обито Учиха.

### Зетсу
- Партньор:

Зецу действа като шпионин на Акатски – роля, която много му се удава, заради способността му да се слива с околната среда и моментално да се придвижва от едно на друго място. И въпреки това не може да достигне скоростта на движение на Тоби. Заради тази роля, Зецу е единствения член на организацията, който се движи без партньор. Поради тази причина, Зецу е смятан за по-висш като понякога останалите му докладват.
Главата на Зетсу се появява като в уста на насекомоядно растение, което може да обгърне цялото му тяло. Той е човекоядец, изпращан да поглъща телата, които Акатски не искат да бъдат намерени. Това е в допълнение към другите му роли, давайки му функцията на Ловуващ-нинджа за Акатски. Дясната част от тялото и лицето му е черна на цвят, а лявата – бяла. Поради това, се смята, че Зетсу има раздвоение на личността, като черната част говори с дълбок и дрезгав глас, а бялата – с приветлив. Двете части, изглежда, контактуват помежду си и понякога имат противоречиви мнения.

### Итачи Учиха
- Партньор:Кисаме Хошигаки

Итачи (от японски „невестулка“) е по-големият брат на Саске Учиха. Когато навършва 14 години и става чуунин, Третия Хокаге му заповядва да убие целия си клан (т.е. кланът Учиха), защото ги смята за заплаха поради голямата им сила и мисли, че ще се опитат да му отнемат властта над Коноха. Бъдейки „послушно момче“, както винаги, Итачи през сълзи убива целия си клан, включително приятелката си, майка си и баща си, но пощадява един от членовете – този, който е най-скъп за него – малкият му брат Саске. Не казва на Саске защо е убил кланът си и безмълвно напуска селото, присъединявайки се към Акатски. Дълго време е смятан за най-силния Учиха, успял да усвои Мангекю – Шарингановото око само на 13 години и да използва пълната му сила за техники като Аматерасу (техника, която кара неизгасващи черни чламъци да се спуснат от слънцето и да обгорят врага), Тсукуйоми (генджутсу, което поставя жертвата в свят, в който всичко се движи 10 пъти по-бавно, и в който на хванатия в тази техника човек се случват най-станните и шокиращи за него неща, които постепенно го съсипват психически. Много малко хора са успявали да оцелеят след като тази техника е била използвана върху тях.) и Сузануу (огромно огнено чудовище, което може да бъде победено единствено от нинджа с Кекке-Генкай). Саске се заклева да отмъсти кланът си, незнаейки през какви мъки и страдания е преминал по-големия му брат. След много опити и преследвания, 7 години по-късно, Саске най-накрая открива местположението на Итачи. След няколко-часова битка Саске се намира упрян до една стена, останал без почти никаква сила. Тогава Итачи се приближава към него. Саске си мисли, че брат му ще го убие, но вместо това, Итачи го докосва по челото и му дава всички свои сили и способности, след което се струполява бездиханен на земята.

### Дейдара
- Партньор: Тоби (Обито Учиха)

Дейдара е липсващ нинджа от Селото скрито в Камъните. Преди да се присъедини към Акатски, Дейдара е наемен терорист-бомбаджия, като делата му привличат вниманието на Пейн.
Както останалите членове на Акатски, Дейдара носи черна аба с червени облаци. Той има дълга руса коса, част от която носи на конска опашка и сини очи.
Дейдара има специален монокъл, който използва за анализиране на ситуацията. Тренирал е едното си око да издържа на илюзиите създадени от Шарингана.
Първоначално Дейдара е разпределен в комбина със Сасори. Тяхното партньорство е изтъкано от съперничество и уважение. Дейдара смята себе си за артист, а глинените си творения – за произведения на изкуството. Сасори често се дразни от това разбиране, твърдейки, че нищо толкова нетрайно не може да бъде изкуство. Друг повод за недоволство на Сасори към Дейдара е самоувереността му.
След смъртта на Сасори, негов партньор става Тоби. Дейдара често се нервира от несериозното поведение на Тоби, което провокира някои доста комични ситуации.
На Дейдара се пада да плени демона, вселен в Гаара. Въпреки силата и талант на Гаара, Дейдара успява да го надвие. Той пуска огромна бомба над селото на Гаара, принуждавайки го да избира между живота си и съдбата на селото. В тази битка Дейдара губи едната си ръка.
В аниме епизодите, Дейдара се опитва да се сдобие и с демона на Наруто Узумаки.
Дейдара се бие предимно с експлозиви, които пуска от въздуха. Те биват направени от глина и чакра, и често са оформени като животни (обикновено птици). Дейдара използва творенията си и за да се придвижва по въздуха или за пренос.
Има усти на ръцете и една на гръдния кош, чрез които поглъща специална глина примесена с чакра, предъвква я и се получават фигурки, които той съживява и кара да избухват. Устата на гръдния кош се използва само за една техника и тя е самоубийствена.
За него истинското изкуство е нещо моментно – достигането на висините е моментно, като проблясък на светкавица, която угасва веднага след това. Дейдара жертва живота си в опит да убие Саске Учиха, като се превръща (чрез
устата на гръдния кош, спомената по-горе) в унищожителен експлозив, който при експлозия може да унищожи всичко,
в радиус от цели десет километра.

### Хидан
- Партньор:Какузу

Хидан е надутият партньор на Какузу и е втория нов член на Акацки. Хидан принадлежи към религията Жашин (Зъл бог) – религия, която почита божество със същото име и нищо друго освен разрушение и грях. Преди битки Хидан се моли на Жашин за нищо друго, освен за бързо убиване или когато няма възможност да убие – моли за прошка. След битки, ако му остане време, Хидан представя минутен ритуал в съгласие на религията му, чрез който той се промушва в гърдите и лежи на земята. Заради религията си, Хидан е възнаграден с безсмъртие и заради това той е способен да оцелява след фатални рани и дори е способен да говори след като е обезглавен. Въпреки това, Хидан трябва да е свързан с тялото си за да го контролира. Какузу му помага когато е нужно да е свързан с крайниците си, позволявайки раните да се излекуват с времето. Неспособността на Хидан да умре е преимущество на Какузу – така той може да напада Хидан когато иска без да се тревожи че ще трябва да търси нов партньор след това. Въпреки че двамата не харесват да работят заедно, тези техни привилегии ги правят идеалният отбор.
Хидан е погребан (понеже е безсмъртен) от Шикамару.

### Тоби
- Партньор:Дейдара

Мадара е основателят на клана Учиха и Акатски, и след смъртта на Пейн поема ролята "лидер на „Акатски“. Иначе тои се води под името Тоби. Смята се, че има „вечен“ Мангекю Шаринган, и че е имунизиран срещу естествена смърт, което го прави повече от 200-годишен. Способностите му са ограничени, но се смята, че след като събере всички Опашати Демони, ще си възвърне предишната сила и ще се опита да завладее света. По принцип се води най-силният в Акатски, но заради временното му състояние е на 2-ро място.

### Какузу
- Партньор:Хидан

Какузу е липсващ нинджа от Такигакуре и партньор на Хидан. Той е алчен, вършейки нещата в определен срок, знаейки каква стойност имат, а търсенето на пари е единственото нещо, от което зависи.
Любимия му извор на доходи е от убиването на опонентите му, като дори помни стойността и информацията на някои от най-опасните цели. Заради парите, Какузу се определя като „Ковчежникът на Акатски“, макар че не се знае дали това е реална позиция. Въпреки че гледа на Акатски като добър извор на приходи, Какузу доста мрази факта, че трябва да има партньор, дължащ се на част от навиците му да убива всеки, който е покрай него (включително партньорите) когато е ядосан. Убил всичките си предишни партньори, като резултат от това, Какузу е партниран от Хидан. Въпреки тяхната ненавист да са заедно, безсмъртието на Хидан го прави идеалния партньор за Какузу.
Тялото на Какузу е зашито с големи черни конци, които му позволяват да отделя крайниците си за атаки на големи разстояния. Самите конци могат да пронизват плътта и Какузу ги използва за да прибира още биещите сърца на враговете си. Като обединява тези млади здрави сърца в тялото си (може да има максимално 4, които може да сменя по всяко време, като изключим неговото собствено), теоретично, Какузу може да удължи неопределено много живота си. Той държи тези свои допълнителни сърца скрити под животински маски зашити на гърба му и всяка маска може да се отделя от тялото му, и да атакува самостоятелно. Веднъж отделени от тялото, маските могат да изстрелват мощни стихийни пориви към опонентите си. Ако сърцето в тялото на Какузу е разрушено, той вече не го използва и една от маските започва да се рони.
Какузу има базирани на земния елемент техники, които фактически го изолират от физически атаки.
Какузу е победен от наруто с помощта на техниката му – Фуутон Расен-Шурикен. А е довършен от Какаши.

### Орочимару
- Партньор:

Орочимару е липсващ нинджа от Конохагакуре. След като напуска Коноха се присъединява към Акатски и партнира със Сасори. След като Итачи Учиха прави същото, Орочимару се опитва да използва една от възможностите си да вземе насилствено контрол над тялото на Итачи. Но той отблъсква опита и тежко ранява ръката му като наказание, принуждавайки Орочимару да избяга от организацията победен. При напускането си той взима със себе си своята ранена ръка и пръстена, който е носил на нея. Заради това, както и факта, че е имал вътрешна информация за тайните планове на Акатски, членовете на организацията с всички усилия започнали да го търсят и унищожат. Орочимару използва предимно змийски джутсута. Най-известното му джутсу е да напуска старото си тяло и да се превръща в огромна бяла змия съставена от много други змии – по този начин той взема тялото на някой друг и живее в него три години.
Орочимару е убит от Саске Учиха, точно преди да се опита му вземе тялото. Но в Четвъртата Велика Нинжа война, Саске Учиха съживява Орочимару за да му помогне във войната и да му зададе няколко въпроса.

### Сасори
- Партньор: Дейдара

Сасори е липсващ нинджа от Сунагакуре. След смъртта на родителите му, Сасори е оставен на грижите на баба си – Чийо, която го научава на всичко, което знае за използването на кукли в битка. С новите си знания и способности той създава кукли, които приличат на родителите му, с цел да почувства любовта им. След като разбира, че те са единствено безчувствени играчки, той ги оставя и напуска селото си. Присъединявайки се към Акатски, той е партниран от Орочимару и след като Орочимару го предава, той е формиран в отбор с Дейдара, който е много по-добър към него, заради възхищението на Дейдара към способностите на Сасори. Въпреки това двамата имат коренно различни представи за изкуството – Дейдара предпочита бързо изчезващите неща, а Сасори – дълго съществуващите. Дейдара смята Сасори за свой господар, макар че до края той не споделя идеалите му.
Сасори се специализира в създаването на кукли от мъртвите тела на хората, което става чрез преместването на вътрешностите (това им позволява да се разлагат). Обикновено той е виждан с Хируко – голяма кукла, която носи като костюм, затова много от героите го разпознават единствено когато го носи. За битки той предпочита куклата на Третия Казекаге – бившия лидер на Сунагакуре, който Сасори убива. Защото Третият е бил жив човек, неговите необикновени умения остават непокътнати и Сасори може да ги използва. Но неговата най-силна и гениална кукла е самият той. Така той си придава ненатурална младост. Това куклено тяло му позволява да контролира повече от сто кукли наведнъж. След като се нуждае от част от тялото си за да контролира куклите, Сасори запазва сърцето си цилиндричен апарат, който е прикрепен за гръдния му кош. Той е способен да оцелее след всякаква атака, докато сърцето му е непокътнато. Може и да сменя телата си като премести цилиндъра в друга кукла. Всички оръжия, които куклите му притежават са напоени с отрова, създадена от него; отровата мигновено вцепенява тялото и убива опонента след три дни. Сакура обаче, успява да разшифрова формулата за противоотрова, използвайки самата отрова, като така спасява живота на Канкуро, който Сасори е успял да отрови преди 2 дни, по време на битката си с него. В куклите си може да скрие хиляди, някои пъти дори и милиони оръжия. Всяко едно от тях се контролира по отдделно. Сасори е един от най-силните в Акатски
Сакура е единственият човек в историята на Сунагакуре, който успява да надхитри и победи Сасори и в двете му специалности – кукловодството (като убива повече от 30 от куклите му само чрез тайджутсуто си) и конструирането на отрови (както е споменато в горния параграф). Въпреки големия си арсенал от оръжия, Сасори е победен и убит след продължителната битка с баба си и Сакура Харуно. Преди да умре той им казва къде могат да се срещнат с неговия агент, който тайно шпионира заклетия враг на Коноха – Орочимару. Тази информация им е дадената единствено, защото, Сасори искал да даде на Сакура „награда“ за това, че някой толкова млад като нея има такива невероятни умения и е способен да му се противопостави.